# عصام عبد الفتاح (صحفي)
عصام عبد الفتاح إبراهيم (مواليد 1966)، هو كاتب صحفي مصري.
ولد بمدينة المنصورة بجمهورية مصر العربية في 8 يوليو 1966. حصل على ليسانس آداب جامعة المنصورة عام 1992 قسم التاريخ. عمل بالعديد من الجرائد والمجلات المصرية مثل مجلة روز اليوسف وجريدة المساء القاهرية. تولى مناصب تحريرية مختلفة في جرائد: الوطن العربي القاهرية وجريدة الأيام الجديدة جريدة الحادثة. رأس تحرير مجلة الصفوة. حصل على جوائز عدة مختلفة في القصة القصيرة. الرواية التي حصل فيها على المركز الثامن على مستوى الدول العربية عام 1994.

## مؤلفاته
1. إلى أين يا عرب [1]
2. «هكذا تحدث العقاد».
3. «راسبوتين بين القداسة .. والدناسة»
4. «مهاتما غاندي.. ثائر كان سلاحه غصناً من الزيتون»
5. «عمر المختار هكذا يكون الرجال»
6. «اغتيالات سياسية هزت العالم .. وغيرت وجه التاريخ»
7. «كارل ماركس.. رجل ضد الأديان»
8. «جاسوس في قصر الرئيس»
9. «مواعظ الشيطان»
10. «العميل بابل أشرف مروان»

## الجوائز
- المركز الثامن على مستوى الدول العربية في الرواية عام 1994.
- المركز الثاني على مستوى إقليم شرق الدلتا الثقافي في القصة القصيرة عام 1999.
- المركز الثالث على مستوى محافظة الدقهلية في القصة القصيرة عام 1999.[2]